# Barleria insolita
Barleria insolita är en akantusväxtart som beskrevs av Raymond Benoist. Barleria insolita ingår i släktet Barleria och familjen akantusväxter. Inga underarter finns listade i Catalogue of Life.